# Нерах
Нерах (нем. Neerach) — коммуна в Швейцарии, в кантоне Цюрих.
Входит в состав округа Дильсдорф. Население составляет 2808 человек (на 31 декабря 2007 года). Официальный код — 0088.

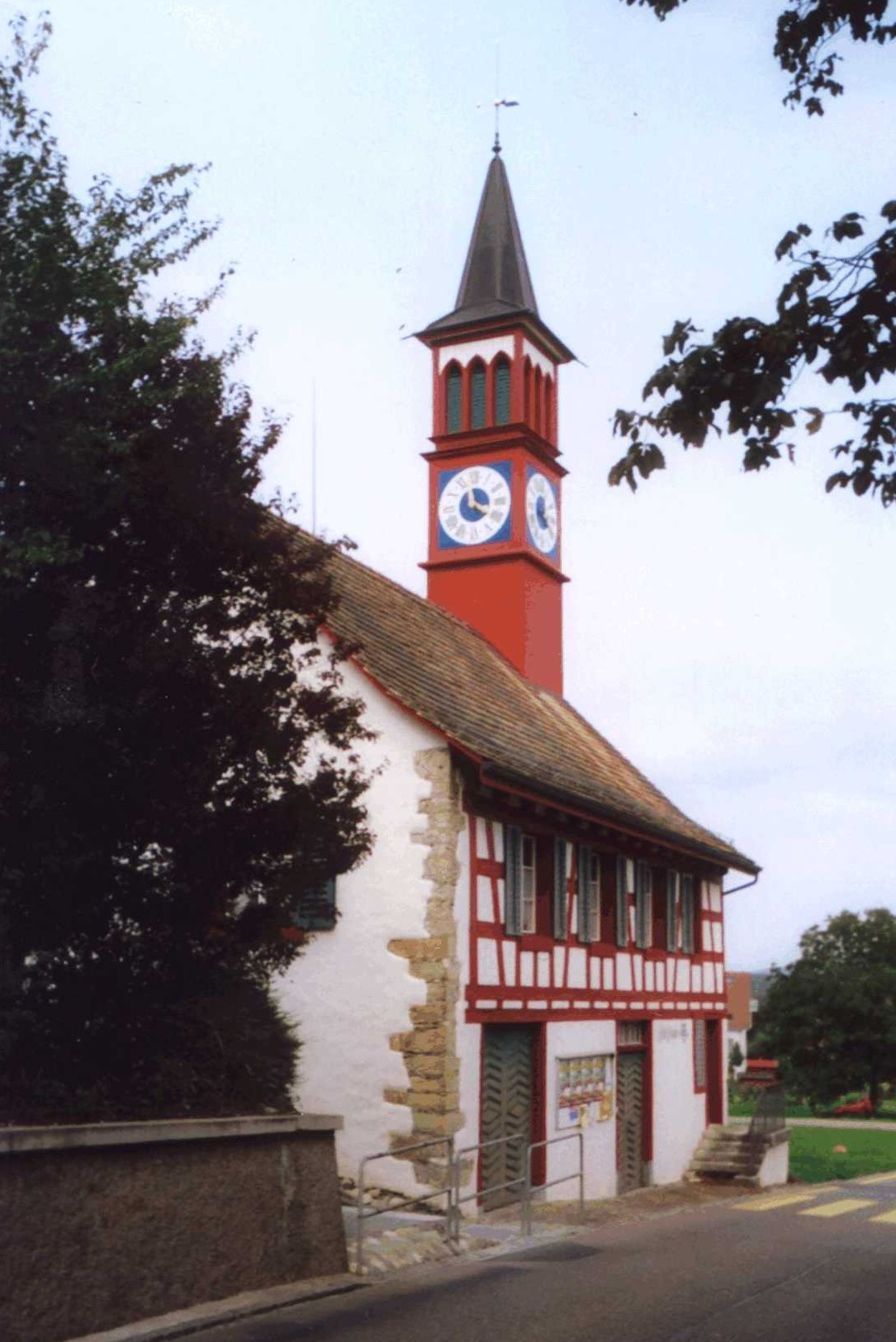
Нерах

## Состав коммуны
- Ридт-Нерах